# Sappho (geslacht)
Sappho is een geslacht van vogels uit de familie kolibries (Trochilidae) en de geslachtengroep Lesbiini (komeetkolibries). De wetenschappelijke naam van het geslacht is voor het eerst geldig gepubliceerd in 1849 door Heinrich Gottlieb Ludwig Reichenbach. Er is één soort:
- Sappho sparganurus – Sapphokomeetkolibrie